# Volkswagen Scirocco R-Cup
Der Volkswagen Scirocco R-Cup war eine von 2010 bis 2014 im Rahmenprogramm der DTM ausgetragene Rennserie, die jungen Talenten sowie Motorsport-Legenden und prominenten Gaststartern professionellen Rennsport unter gleichen Bedingungen ermöglichte. Motorsportlich und technisch zählte der Cup zu den Markenpokalen. Die Serie löste den ADAC Volkswagen Polo Cup ab, welcher bis 2009 ausgetragen wurde.

## Fahrzeuge

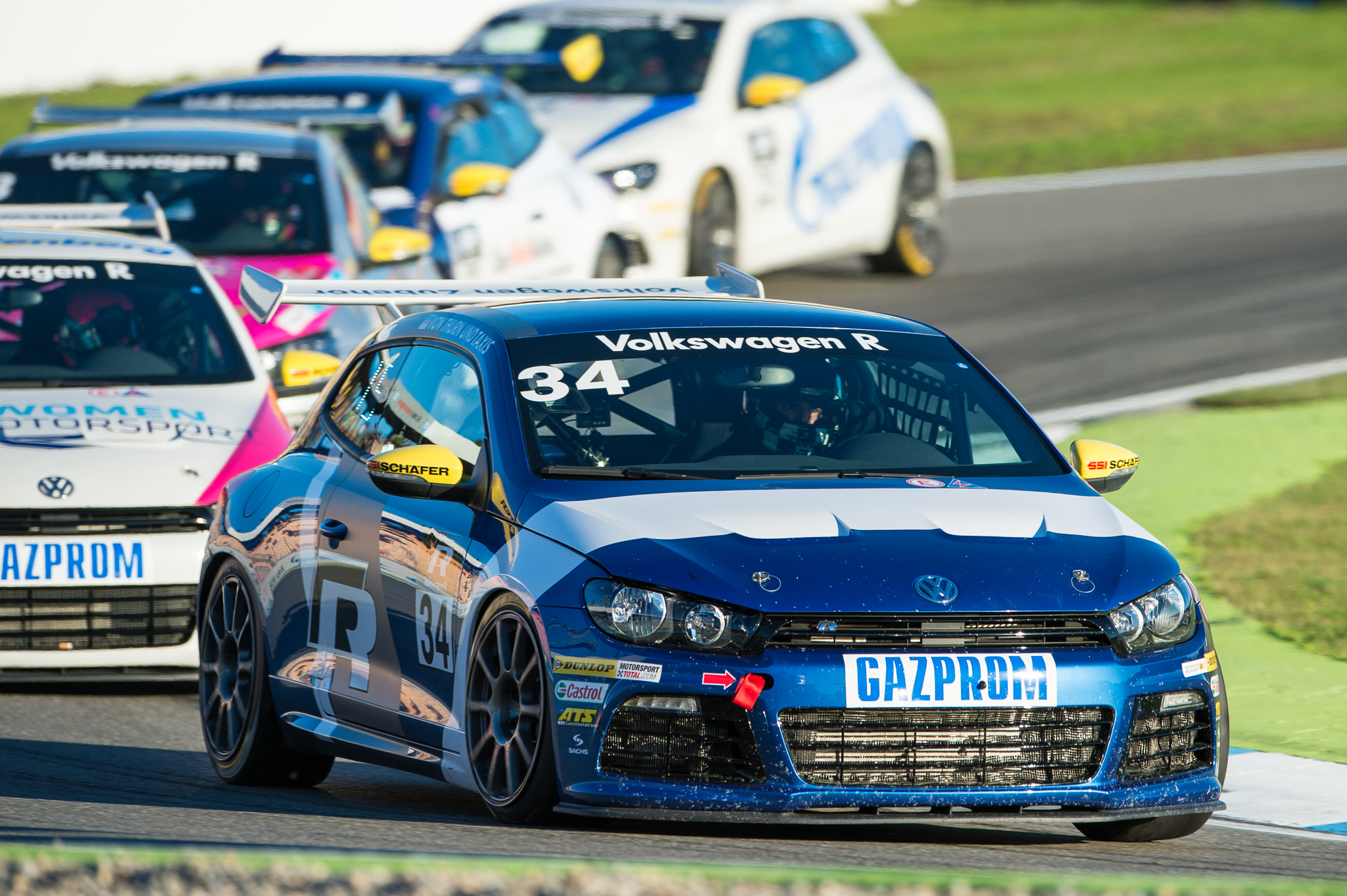
Letztes Rennen der Serie auf dem Hockenheimring 2014

Der 2,0 Liter TSI-Motor des Cup-Sciroccos wurde mit Bio-Erdgas betrieben und galt damit als umweltfreundlichstes Rennfahrzeug der Welt. Die Fahrer wurden durch einen Überrollkäfig, eine Feuerlöschanlage nach FIA-Norm, einen Rennsitz mit gepolstertem Kopfprotektor, einem Sechspunktgurt und dem HANS-System geschützt.
| Technische Details    | |
| Datenbezeichnung      | Beschreibung |
| Motor                 | |
| Motorbauweise         | Reihen-Vierzylinder-Motor mit Abgasturbolader, Erdgas-Saugrohr-Einspritzung und Ladeluftkühlung, quer vor der Vorderachse angeordnet          |
| Hubraum               | 1984 cm3 |
| Leistung              | ca. 173 kW/235 PS bei 6000/min |
| Push-to-pass-System   | ca. 37 kW/50 PS Mehrleistung (Dauer und Häufigkeit begrenzt)                                                                                  |
| Höchstdrehzahl        | 6000/min |
| Drehmoment            | ca. 275 Nm bei 3000/min |
| Kraftübertragung      | |
| Getriebe              | serienmäßiges Sechsgang-DSG-Doppelkupplungsgetriebe                                                                                           |
| Antrieb               | Frontantrieb mit Sperrdifferential |
| Fahrwerk              | |
| Vorderachse           | MacPherson-Federbeine, Dreieckslenker |
| Hinterachse           | Multilink-Hinterachse mit H&R-Federn, einfach verstellbar                                                                                     |
| Dämpfer/Federn        | ZF-Dämpfer mit H&R-Federn, einfach verstellbar                                                                                                |
| Stabilisatoren        | verstellbare H&R-Stabilisatoren vorn und hinten                                                                                               |
| Lenkung               | Elektromechanisch unterstützte Zahnstangenlenkung                                                                                             |
| Bremsen               | Rundum innenbelüftete Scheibenbremsen (Durchmesser 362 mm vorn und 282 mm hinten), Sechs-Kolben-Festsattel vorn, Einkolben-Faustsattel hinten |
| Räder                 | ATS-Leichtmetallfelgen, Größe 9 × 18 Zoll |
| Reifen                | Dunlop 235/640/18 (Slick- und Regenreifen) |
| Karosserie            | |
| Bauart                | Selbsttragende Karosserie, Überrollkäfig nach FIA-Norm                                                                                        |
| Spurweite v/h         | 1571/1567 mm |
| Fahrleistung          | |
| Beschleunigung        | 6,3 s (0–100 km/h) |
| Höchstgeschwindigkeit | bis ca. 220 km/h |

## Fahrer
Es waren mit Johnny Herbert, Martin Brundle, David Brabham, Mark Blundell, Marc Surer, Jan Lammers, Slim Borgudd, Jacques Laffite, Derek Bell, Nicola Larini, Johnny Cecotto, Tiff Needell, Patrick Tambay einige ehemalige Formel-1-Fahrer in der Serie als Gaststarter im Fahrerfeld. Mit Eve Scheer, Isabelle Biela, Miriam Höller, Sabine Schmitz, Rahel Frey, Maiken Rasmussen, Jasmin Preisig, Mikaela Åhlin-Kottulinsky, Doreen Seidel, Gosia Rdest und Dominique Regatschnig starteten auch einige Frauen in dieser Serie.

## Ergebnisse

### Sieger des Volkswagen Scirocco R-Cup

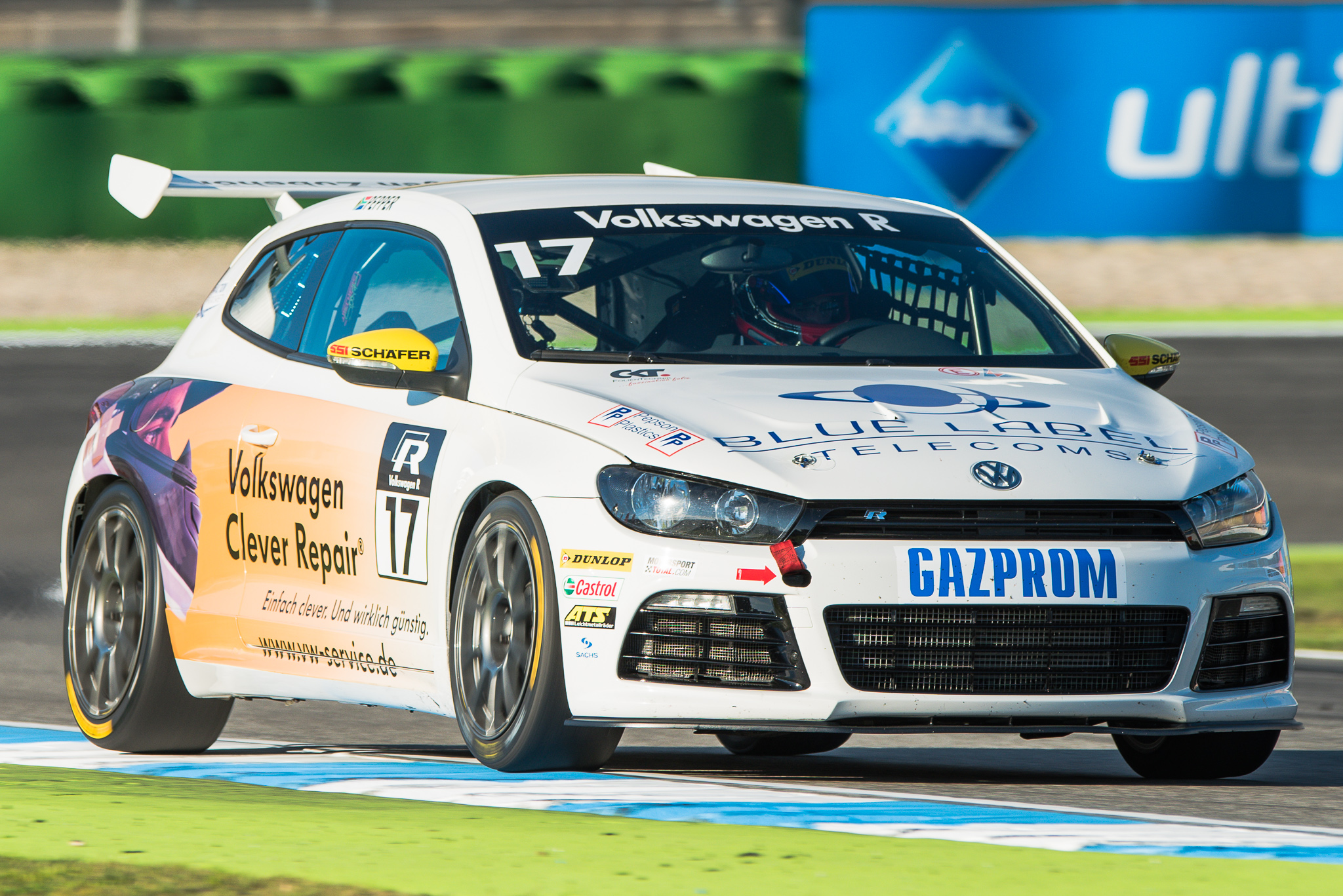
Jordan Lee Pepper auf dem Hockenheimring (2014)

| Jahr | Sieger               | Zweiter            | Dritter           |
| ---- | -------------------- | ------------------ | ----------------- |
| 2010 | Kris Heidorn         | Jann-Hendrik Ubben | Maciek Steinhof   |
| 2011 | Mateusz Lisowski     | Ola Nilsson        | Daniel Lloyd      |
| 2012 | Ola Nilsson          | Dennis Trebing     | Kasper H. Jensen  |
| 2013 | Kelvin van der Linde | Kasper H. Jensen   | Jordan Lee Pepper |
| 2014 | Jordan Lee Pepper    | Jason Kremer       | Victor Bouveng    |

### Sieger der Junior-Cup-Wertung des Volkswagen Scirocco R-Cup
| Jahr | Sieger                | Zweiter               | Dritter         |
| ---- | --------------------- | --------------------- | --------------- |
| 2013 | Jordan Lee Pepper     | Nicolaj Møller-Madsen | Manuel Fahnauer |
| 2014 | Nicolaj Møller-Madsen | Moritz Oberheim       | Yann Ehrlacher  |